# André Messelis
André Messelis, né le 17 février 1931 à Ledegem et mort le 17 février 2022, est un coureur cycliste belge.
Professionnel de 1955 à 1969, il a notamment remporté le Tour du Nord et le Grand Prix E3 en 1962. Son père Camille Messelis, son fils Yvan, son frère Gery et son oncle Jules ont également été coureurs professionnels.

## Palmarès

### Palmarès amateur
- 1953
  - Tourcoing-Dunkerque-Tourcoing
- 1954
  - 3e du Tour d'Autriche
- 1955
  - Tour de Belgique indépendants
    - Classement général
    - 5e étape

  - 3e du Circuit du Port de Dunkerque

### Palmarès professionnel
- 1957
  - 2e du Circuit des Ardennes flamandes - Ichtegem
- 1959
  - 3e du Circuit des monts du sud-ouest
- 1960
  - 4ea étape du Tour de Belgique (contre-la-montre par équipes)
  - 2e du Tour de Belgique
- 1961
  - Circuit de Flandre centrale
- 1962
  - Grand Prix E3
  - Circuit de Flandre centrale
  - Classement général du Tour du Nord
  - Championnat des Flandres
  - 2e du Grand Prix d'Isbergues
  - 2e de la Gullegem Koerse
  - 3e du Grand Prix Flandria
- 1963
  - Roubaix-Cassel-Roubaix
  - 2e du Grand Prix de Saint-Omer
  - 3e du Grand Prix d'Antibes
  - 3e des Quatre Jours de Dunkerque
- 1964
  - Gullegem Koerse
  - 2e de Roubaix-Cassel-Roubaix
- 1965
  - 5eb étape des Quatre Jours de Dunkerque (contre-la-montre par équipes)
  - 2e du Circuit des Ardennes flamandes - Ichtegem
  - 2e du Circuit des monts du sud-ouest
  - 2e du Circuit du Tournaisis
- 1966
  - 2e du Tour du Nord
  - 2e du Grand Prix Marcel Kint
  - 6e de la Flèche wallonne
- 1967
  - 9e des Quatre Jours de Dunkerque

## Résultats sur les grands tours

### Tour de France
4 participations 
- 1960 : 43e
- 1962 : 39e
- 1963 : abandon (16e étape)
- 1966 : 52e

### Tour d'Espagne
3 participations 
- 1960 : 12e
- 1961 : 11e,  maillot amarillo pendant 4 jours
- 1962 : abandon (17e étape)

### Tour d'Italie
- 1966 : 32e